# Ozyptila makidica
Ozyptila makidica är en spindelart som beskrevs av Ono och Martens 2005. Ozyptila makidica ingår i släktet Ozyptila och familjen krabbspindlar.
Artens utbredningsområde är Iran. Inga underarter finns listade i Catalogue of Life.